# Polyboroides radiatus
Polyboroides radiatus е вид птица от семейство Ястребови (Accipitridae).

## Разпространение
Видът е разпространен в Мадагаскар.